# Master's Sun
Master's Sun (hangul: 주군의 태양; rr: Jugun-ui Taeyang) é uma telenovela sul-coreana exibida pela SBS entre 7 de agosto a 3 de outubro de 2013, com um total de dezessete episódios. É estrelada por Gong Hyo-jin, So Ji-sub, Seo In-guk e Kim Yoo-ri. Seu enredo foi escrito pelas irmãs Hong e refere-se ao desenvolvimento da relação estabelecida entre uma mulher com habilidades de ver fantasmas e um homem ambicioso e frio.

## Enredo
Joo Jong-won (So Ji-sub) é o frio e distante CEO do Kingdom, um conglomerado que inclui um grande shopping e um hotel. Sua vida cruza com a sombria Tae Gong-shil (Gong Hyo-jin), que começou a ver fantasmas após sofrer um acidente e constantemente recebe pedidos de ajuda, o que lhe causa transtornos e medo. As vidas de ambos tomam um novo rumo, quando descobrem que sempre que Gong-shil toca em Jong-won, os fantasmas que a cercam desaparecem; Dessa forma, eles realizam um acordo: Gong-shil pode ficar ao lado de Joong-won mas em troca, ela deve ajudá-lo a recuperar uma fortuna que foi roubada dele durante uma tentativa de sequestro.

## Elenco
Protagonistas
- Gong Hyo-jin como Tae Gong-shil

Uma pessoa alegre e brilhante que após sofrer um misterioso acidente, passa a ter habilidades de ver fantasmas. Eles continuamente a assombram e Gong-shil se torna uma pessoa prostrada, incapaz de manter um emprego e com insônia. Ela então passa a trabalhar como faxineira no shopping center Kingdom de Joo Joong-won, o homem mais egoísta que já conheceu. 
- So Ji-sub como Joo Jоong-won

O presidente do grupo Kingdom. Um empresário autocentrado, arrogante, ambicioso e motivado pelo dinheiro, Joong-won possui um trauma de um incidente de sequestro que sofreu quando era mais jovem, o que o tornou extremamente mercenário e desconfiado, assim como disléxico. Ao saber da habilidade sobrenatural de Gong-shil, ele a mantém perto dele, a fim de usá-la para suas questões pessoais.  
- Seo In-guk como Kang Woo

Vizinho de Gong-shil, ele é um ex-soldado que serviu na Divisão Zaytun do exército sul-coreano e foi enviado ao Iraque em meados dos anos 2000. Após sua demissão, ele utiliza essa experiência na busca de um emprego no setor privado, levando-o a ser contratado como chefe de segurança da empresa de shopping centers de Joong-won.
- Kim Yoo-ri como Tae Yi-ryung

Uma estrela e modelo do shopping center de Joong-won. Seu casamento com um jogador de futebol é arruinado por Gong-shil, a quem planeja se vingar e que  considerou como sua rival no ensino médio. As duas possuem o mesmo nome e Gong-shil, a mais popular na escola recebeu o apelido de "Grande Sol",  enquanto Yi-ryung, que usava aparelho e óculos, foi apelidada de "Pequeno Sol".
Personagens Secundários
- Kim Mi-kyung como Joo Sung-ran
- Lee Jong-won como Do Seok-chul
- Choi Jung-woo como Kim Gwi-do
- Park Hee-bon como Tae Gong-ri
- Kim Yong-gu como Chairman Joo
- Lee Do-hyun como Lee Seung-mo
- Hong Eun-taek como Lee Seung-joon
- Lee Jae-won como Lee Han-joo
- Jeong Ga-eun como Ahn Jin-joo
- L (Kim Myung-soo) como young Joo Joong-won
- Han Bo-reum como "Cha Hee-joo" (Hanna Brown)
- Hwang Sun-hee como "Hanna Brown" (Cha Hee-joo)
- Lee Chung-hee como Yoo Jin-woo

Participações Especiais
- Jin Yi-han como Yoo Hye-sung (ep 1)
- Song Min-jung como Kim Mi-kyung (ep 1)
- Lee Seung-hyung como manager do Hye-sung (ep 1)
- Nam Myung-ryul como um homem que não quer vender a sua casa (ep 1)
- Kim Dong-gyun como filho de um viciado no jogo (ep 1)
- Bang Minah como Kim Ga-young (ep 2)
- Kim Bo-ra como Ha Yoo-jin (ep 2)
- Park Hyo-bin como Joo-hyun (ep 2)
- Lee Hye-in como Lee Eun-seol (ep 2)
- Kim Min-ha como Park Ji-eun (ep 2)
- Kim Sang-joong como apresentador do Mystery Z, um programa de televisão semelhante ao Unsolved Mysteries (ep 2)
- Yoo Kyung-ah como Choi Yoon-hee (ep 3)
- Baek Seung-hyun como Yoon-hee's husband (ep 3)
- Jang Ga-hyun como o fantasma do batom vermelho (ep 4)
- Yoo Min-kyu como Ji-woo (ep 5)
- Kim Bo-mi como Sun-young (ep 5)
- Jeon Yang-ja como Presidente Wang (ep 5)
- Lee Yong-nyeo como Madame Go (ep 5, 13)
- Hong Won-pyo como Hyung-chul (ep 6)
- Jo Hwi-joon como Chang-min (ep 7)
- Kim Hee-jung como Kang Gil-ja (ep 8)
- Jung Chan como Louis Jang (ep 9)
- Lee Hyo-rim como esposa do Louis Jang (ep 9)
- Seo Hyo-rim como Park Seo-hyun (ep 9-10)
- Lee Jong-hyuk como Lee Jae-seok (ep 11)
- Lee Jae-yong como Lee Yong-jae (ep 11)

## Trilha sonora
| Disco 1: |                                                       |                         |         |  |
| N.º      | Título                                                | Artista                 | Duração |  |
| 1.       | "Touch Love"                                          | Yoon Mi-rae             |         |  |
| 2.       | "미치게 만들어" (You Make Me Go Crazy)                | Hyolyn (Sistar)         |         |  |
| 3.       | "겁도 없이" (No Matter What)                          | Seo In-guk              |         |  |
| 4.       | "낮과 밤" (Day and Night)                             | Gummy                   |         |  |
| 5.       | "너와 나" (You and I)                                 | Hong Dae-kwang          |         |  |
| 6.       | "All About"                                           | Melody Day              |         |  |
| 7.       | "Last One"                                            | Youme feat. Joo-seok    |         |  |
| 8.       | "Mystery"                                             | Chung Dong-ha (Boohwal) |         |  |
| 9.       | "Touch Love (Inst.)"                                  | Vários artistas         |         |  |
| 10.      | "미치게 만들어 (Inst." (You Make Me Go Crazy (Inst.)) | Vários artistas         |         |  |
| 11.      | "겁도 없이 (Inst.)" (No Matter What (Inst.))          | Vários artistas         |         |  |
| 12.      | "낮과 밤 (Inst.)" (Day and Night (Inst.))             | Vários artistas         |         |  |
| 13.      | "너와 나 (Inst.)" (You and I (Inst.))                 | Vários artistas         |         |  |
| 14.      | "All About (Inst.)"                                   | Vários artistas         |         |  |
| 15.      | "Last One (Inst.)"                                    | Vários artistas         |         |  |
| 16.      | "Mystery (Inst.)"                                     | Vários artistas         |         |  |

| Disco 2 |                                          |                                 |         |  |
| N.º     | Título                                   | Artista                         | Duração |  |
| 1.      | "Joogoon's Sun"                          | Oh Joon-sung                    |         |  |
| 2.      | "Who Are You? (Ending Rock Guitar ver.)" | Oh Joon-sung feat. Lee Byung-ho |         |  |
| 3.      | "Out of the Ghost"                       | Oh Joon-sung                    |         |  |
| 4.      | "Ghost Eyes"                             | Oh Joon-sung                    |         |  |
| 5.      | "This Is Me"                             | Oh Joon-sung                    |         |  |
| 6.      | "Enjoy Party"                            | Oh Joon-sung                    |         |  |
| 7.      | "In Memories"                            | Oh Joon-sung                    |         |  |
| 8.      | "Tears in Rain"                          | Oh Joon-sung                    |         |  |
| 9.      | "Candy Love (Touch Love Guitar ver.)"    | Oh Joon-sung                    |         |  |
| 10.     | "Love Connection"                        | Oh Joon-sung                    |         |  |
| 11.     | "Ghost Tango"                            | Oh Joon-sung                    |         |  |
| 12.     | "Empty Garden"                           | Oh Joon-sung                    |         |  |
| 13.     | "Keep Out"                               | Oh Joon-sung                    |         |  |
| 14.     | "Dangerous Zone (Opening Title)"         | Oh Joon-sung                    |         |  |
| 15.     | "Painful Memory"                         | Oh Joon-sung                    |         |  |
| 16.     | "Ghost Presents"                         | Oh Joon-sung                    |         |  |
| 17.     | "Love Is Like a Picture"                 | Oh Joon-sung                    |         |  |
| 18.     | "Feather Kiss"                           | Oh Joon-sung                    |         |  |
| 19.     | "White Flower"                           | Oh Joon-sung                    |         |  |
| 20.     | "Ghost World"                            | Oh Joon-sung                    |         |  |
| 21.     | "Foolish Spy"                            | Oh Joon-sung                    |         |  |
| 22.     | "Dirty Hands"                            | Oh Joon-sung                    |         |  |
| 23.     | "Sad Wave"                               | Oh Joon-sung                    |         |  |
| 24.     | "Water in the Sky"                       | Oh Joon-sung                    |         |  |
| 25.     | "Like a Mosquito"                        | Oh Joon-sung                    |         |  |
| 26.     | "Making Shadow"                          | Oh Joon-sung                    |         |  |
| 27.     | "High Jump"                              | Oh Joon-sung                    |         |  |
| 28.     | "Lake Wave"                              | Oh Joon-sung                    |         |  |

## Recepção
Na tabela abaixo, os números azuis representam as audiências mais baixas e os números vermelhos representam as audiências mais elevadas.
| Episódio | Data de transmissão    | Audiência média | Audiência média              | Audiência média | Audiência média              |
| Episódio | Data de transmissão    | TNmS Ratings    | TNmS Ratings                 | AGB Nielsen     | AGB Nielsen                  |
| Episódio | Data de transmissão    | Em todo o país  | Região Metropolitana de Seul | Em todo o país  | Região Metropolitana de Seul |
| -------- | ---------------------- | --------------- | ---------------------------- | --------------- | ---------------------------- |
| 1        | 7 de Agosto de 2013    | 17.5%           | 21.6%                        | 13.6%           | 14.8%                        |
| 2        | 8 de Agosto de 2013    | 15.9%           | 19.0%                        | 14.4%           | 15.8%                        |
| 3        | 14 de Agosto de 2013   | 17.1%           | 20.2%                        | 15.2%           | 16.6%                        |
| 4        | 15 de Agosto de 2013   | 17.6%           | 19.5%                        | 16.8%           | 17.6%                        |
| 5        | 21 de Agosto de 2013   | 17.3%           | 19.5%                        | 16.2%           | 17.4%                        |
| 6        | 22 de Agosto de 2013   | 19.5%           | 22.6%                        | 16.6%           | 17.5%                        |
| 7        | 28 de Agosto de 2013   | 17.0%           | 18.9%                        | 16.1%           | 17.2%                        |
| 8        | 29 de Agosto de 2013   | 17.6%           | 20.2%                        | 17.8%           | 19.2                         |
| 9        | 04 de Setembro de 2013 | 17.2%           | 20.0%                        | 16.8%           | 18.3%                        |
| 10       | 05 de Setembro de 2013 | 17.3%           | 20.0%                        | 17.3%           | 18.5%                        |
| 11       | 11 de Setembro de 2013 | 17.9%           | 20.8%                        | 18.3%           | 20.0%                        |
| 12       | 12 de Setembro de 2013 | 19.7%           | 23.8%                        | 19.3%           | 20.4%                        |
| 13       | 19 de Setembro de 2013 | 15.6%           | 17.0%                        | 14.8%           | 15.7%                        |
| 14       | 25 de Setembro de 2013 | 18.4%           | 20.9%                        | 18.4%           | 20.0%                        |
| 15       | 26 de Setembro de 2013 | 19.3%           | 21.5%                        | 19.1%           | 19.7%                        |
| 16       | 2 de Outubro de 2013   | 18.9%           | 22.3%                        | 19.7%           | 20.9%                        |
| 17       | 3 de Outubro de 2013   | 21.1%           | 24.4%                        | 21.8%           | 23.6%                        |
| Média    | Média                  | 18.0%           | 20.7%                        | 17.2%           | 18.4%                        |

## Prêmios e indicações
| Ano  | Prêmio                           | Categoria                                  | Beneficiário                    | Resultado |
| ---- | -------------------------------- | ------------------------------------------ | ------------------------------- | --------- |
| 2013 | Korea Drama Awards               | Prêmio Top Excelência, Atriz               | Gong Hyo-jin                    | Indicado  |
| 2013 | Korea Drama Awards               | Melhor Jovem Ator                          | Kim Myung-soo                   | Indicado  |
| 2013 | APAN Star Awards                 | Prêmio Top Excelência, Ator                | So Ji-sub                       | Indicado  |
| 2013 | APAN Star Awards                 | Prêmio Top Excelência, Atriz               | Gong Hyo-jin                    | Indicado  |
| 2013 | APAN Star Awards                 | Melhor Atriz Revelação                     | Kim Yoo-ri                      | Venceu    |
| 2013 | Melon Music Awards               | Melhor Trilha Sonora                       | "Touch Love" - Yoon Mi-rae      | Venceu    |
| 2013 | Mnet Asian Music Awards          | Melhor Trilha Sonora                       | "Touch Love" - Yoon Mi-rae      | Venceu    |
| 2013 | SBS Drama Awards                 | Prêmio Top Excelência, Ator em Minissérie  | So Ji-sub                       | Venceu    |
| 2013 | SBS Drama Awards                 | Prêmio Top Excelência, Atriz em Minissérie | Gong Hyo-jin                    | Indicado  |
| 2013 | SBS Drama Awards                 | Prêmio Especial, Ator em Minissérie        | Choi Jung-woo                   | Indicado  |
| 2013 | SBS Drama Awards                 | Prêmio Especial, Atriz em Minissérie       | Kim Mi-kyung                    | Venceu    |
| 2013 | SBS Drama Awards                 | Prêmio de Nova Estrela                     | Kim Yoo-ri                      | Venceu    |
| 2013 | SBS Drama Awards                 | Prêmio de Nova Estrela                     | Seo In-guk                      | Venceu    |
| 2013 | SBS Drama Awards                 | Prêmio de Melhor Casal                     | So Ji-sub & Gong Hyo-jin        | Indicado  |
| 2013 | SBS Drama Awards                 | Top 10 Estrelas                            | So Ji-sub                       | Venceu    |
| 2014 | Baeksang Arts Awards             | Ator Mais Popular (TV)                     | Seo In-guk                      | Indicado  |
| 2014 | Baeksang Arts Awards             | Ator Mais Popular (TV)                     | So Ji-sub                       | Indicado  |
| 2014 | Baeksang Arts Awards             | Atriz Mais Popular (TV)                    | Gong Hyo-jin                    | Indicado  |
| 2014 | Seoul International Drama Awards | Drama Coreano de Destaque                  | Master's Sun                    | Indicado  |
| 2014 | Seoul International Drama Awards | Ator por Escolha Popular                   | So Ji-sub                       | Indicado  |
| 2014 | Seoul International Drama Awards | Atriz por Escolha Popular                  | Gong Hyo-jin                    | Indicado  |
| 2014 | Seoul International Drama Awards | Trilha Sonora de Drama Coreano em Destaque | "You Make Me Go Crazy" - Hyolyn | Indicado  |
| 2014 | Seoul International Drama Awards | Trilha Sonora de Drama Coreano em Destaque | "Touch Love" - Yoon Mi-rae      | Indicado  |
| 2014 | Korea Drama Awards               | Melhor Trilha Sonora                       | "Touch Love" - Yoon Mi-rae      | Indicado  |

## Transmissão internacional
- Japão - LaLaTV - 5 de Abril de 2014.[11]
- Filipinas - GMA Network - 19 de Maio a 10 de Julho de 2014 e reexibido a partir de  3 de agosto de 2015, substituindo Secret Garden.
- Singapura – MediaCorp – 11 de novembro de 2014.
- Vietnã - VTC9 - 14 de janeiro de 2015.
- Indonésia – RCTI – 8 a 27 de janeiro de 2015.
- Índia – Puthuyugam TV – 23 de março a 1 de abril de 2016 substituindo The Heirs.
- Emirados Árabes – MBC4 −2015
- Tailândia – Channel 7 – 22 de julho de 2016.[12]